# Hemerodromia simplicinervis
Hemerodromia simplicinervis är en tvåvingeart som beskrevs av Axel Leonard Melander 1928. Hemerodromia simplicinervis ingår i släktet Hemerodromia och familjen dansflugor. Inga underarter finns listade i Catalogue of Life.